# Колона на Помпей
Колоната на Помпей е римска триумфална колона в Александрия, Египет.
Тя е сред най-големите древни монолити, както и най-големите монолитни колони, издигани някога. Погрешно датирана към времето на Помпей Велики, колоната в коринтски стил всъщност е издигната през 297 г. като възпоменателен паметник за потушаването на Александрийския бунт от римския император Диоклециан.
Монолитният ствол на колоната е дълъг 20,46 м., а диаметърът му в основата е 2,71 м. Тежестта на този единичен къс червен гранит се оценява на 285 тона. Общата височината на колоната заедно с пиедестала и капитела е 26,85 м.